# Iridopsis syrniana
Iridopsis syrniana là một loài bướm đêm trong họ Geometridae.